# Hassi Bhidwālwāla Khu
Pour les articles homonymes, voir Hassi.
Hassi Bhidwālwāla Khu est un lieu habité situé dans le Pendjab au Pakistan à 31° 34' 32 N et 71° 43' 44 E.